# The Broken
The Broken es una película escrita y dirigida por Sean Ellis, y protagonizada por Lena Headey. Fue presentada en el Festival de Cine de Sundance de 2008.

## Sinopsis
Gina es una especialista en radiología que trabaja en un hospital de Londres. En compañía de su novio y parte de su familia, acude al cumpleaños de su padre, pero durante la cena hay un hecho que siembra la discordia entre todos los invitados: la rotura inexplicable de un espejo de la pared. Al día siguiente, Gina cree ver por la calle a una joven exactamente igual que ella. Horrorizada, decide seguirla hasta su apartamento, donde encuentra una misteriosa fotografía en la que aparece su padre.
A medio camino entre el thriller de suspense y el terror clásico, The Broken explora el miedo a lo desconocido y a lo inexplicable. La película es un proyecto personal de Sean Ellis, que después de estar nominado al Oscar por el cortometraje Cashback y atreverse con una versión alargada del mismo, se puso a escribir un guion laberíntico sobre la posibilidad de encontrarte casualmente con un doble. Las situaciones de paranoia, horror y desesperación de la trama, se reflejan en la ambientación, de hecho The Broken obtuvo el premio a la mejor fotografía en el Festival de Sitges.
La desorientada protagonista está interpretada por Lena Headey, conocida a nivel mundial por su papel de la Reina Gorgo en la ya mítica 300. A su lado, Ulrich Thomsen, al que veremos en The International, y Richard Jenkins, flamante nominado al Óscar por The Visitor. El elenco principal de esta producción franco-británica se completa con los nombres de Michelle Duncan (Expiación) y Melvil Poupaud (Un cuento de Navidad).

## Crítica
Sean Ellis se ha metido con su segunda película en un berenjenal de muchos quilates. Es de cajón que su público indie que flipó con Cashback y su retorcida humanidad no es el público potencial al que este irregular The Broken va dirigido. Tampoco se trata de una bajada de pantalones, una claudicación ni nada de eso. Ellis cultiva sí las convenciones claustrofóbicas y existencialistas del thriller psicológico de realidades superpuestas, pero lo hace a su bola, con una película más densa de lo que las imágenes sugieren, turbia y atmosféricamente muy conseguida.
Ellis no ha perdido el norte, su empeño es el de descolgarse con una película de autor adscrita a un género popular pero sin perder el control del aparato y negándose en rotundo a esfumarse debajo de los pliegues sintéticos de un guion de perogrullo. Su película presume de factura, de realización y de montaje, pero no llega ni a unos ni a otros. Ni al público de la sala de arte y ensayo ni al otro, curtido en sustos y escalofríos de multiplex. Sería injusto y desproporcionado sentenciar que The Broken es una mala película. No es de recibo al calor de la alta calidad artesanal que escupe sus imágenes, ni de la laberíntica consciencia-inconsciencia de una soberbia Lena Headey desplegada en un juego de idas y venidas estimulante y hueco. The Broken es una película técnicamente estimable pero tiene un problema atroz: carece por completo de suspense.
Ellis no da pie con bola con el tempo del relato y la intriga nunca traspasa el umbral de la primera fase, es decir, la de la exposición del conflicto antes de que estalle. Por todo ello su película trasciende como un thriller estéril, magníficamente interpretado, pero fláccido e inerte a pesar de los pesares. Al final el director no encuentra diana a la que disparar. Su The Broken no tiene público ni de un bando ni de otro. Los estereotipos y la espesura del relato prevendrán a los consumidores de thrillers toscos, y la indefinición crónica y la oquedad casi absoluta y vacía de tensión del contenido alejará al público más exigente.